# آکیرا نوبوچی
آکیرا نوبوچی (انگلیسی: Akira Nobuchi; ۲۲ ژوئن ۱۸۹۶ – ۱ فوریهٔ ۱۹۶۸) کارگردان نمایش، کارگردان فیلم اهل ژاپن بود.